# Патрик Бэйтман
Па́трик Гле́йдсон Бэ́йтман — главный герой и рассказчик романа Брета Истона Эллиса «Американский психопат» и его экранизации. Он богатый, материалистичный яппи, инвестор и банкир с Уолл-стрит, который ведёт тайную жизнь серийного убийцы. Бэйтман также ненадолго появлялся в других романах Эллиса, их экранизациях и театральных представлениях.

## Биография
Бэйтман в начале «Американского психопата» является 27-летним специалистом по слияниям и поглощениям в вымышленной инвестиционной фирме «Пирс энд Пирс» на Уолл-Стрит и живёт в 55 Западно-81-стрит, Верхний Вест-Сайд, на 11 этаже American Gardens Building. Однако в своей тайной жизни Бэйтман — серийный убийца, убивающий самых разных людей, включая коллег, бездомных и проституток. Его преступления — включающие изнасилования, пытки, некрофилию и каннибализм — графически описаны в романе.
Бэйтман происходит из богатой семьи. У его родителей есть дом на Лонг-Айленде и летний дом в Ньюпорте. Его родители развелись некоторое время назад, в то время как его мать заболела и сейчас проживает в санатории. Его отец, впервые появившийся в предыдущем романе Эллиса «Правила притяжения», вырос в поместье в Коннектикуте, а теперь владеет квартирой в отеле «Карлайл» на Манхэттене. Предполагается, что он мертв, поскольку во время романа он упоминается только в прошедшем времени. (В экранизации «Жениться на Харрон» 2000 года однако упоминается, что отец Бэйтмана «практически владеет» компанией, в которой работает Патрик Бэйтман, подразумевая, что его отец все ещё жив.) Младший брат Бэйтмана Шон учится в колледже Кэмден (и является главным героем предыдущего романа Эллиса" Правила притяжения", в котором впервые был представлен Патрик Бэйтман). Бэйтман учился в Академии Филлипса Эксетера в подготовительной школе. Он окончил Гарвардский колледж и Гарвардскую школу бизнеса и переехал в Нью-Йорк.
К концу романа он считает, что его вот-вот арестуют за убийство коллеги по имени Пол Аллен, и оставляет сообщение на автоответчике своего адвоката, в котором признается в своих преступлениях. Однако, когда он сталкивается со своим адвокатом на вечеринке, мужчина принимает его за кого-то другого и говорит ему, что сообщение, должно быть, было шуткой, так как он встречался с Алленом всего несколькими днями ранее. Бэйтман понимает, что наказание и дурная слава, которых он желает, навсегда останутся вне его досягаемости, и что он пойман в ловушку бессмысленного существования: «Это не выход».

## Характер
Как написано Эллисом, Бэйтман — это окончательный стереотип жадного яппи: богатый, тщеславный, пристрастившийся к сексу, наркотикам и показному потреблению. Все его друзья похожи друг на друга до такой степени, что он часто путает одного с другим; и они также часто путают его с другими людьми. Бэйтман наслаждается от навязчивого описывания практически всех особенностей своего образа жизни высшего класса, включая дизайнерскую одежду, тренировочную рутину, визитные карточки, алкогольные напитки, высокоточную стереосистему высшего класса и домашний кинотеатр. Он помолвлен с такой же богатой, и поверхностной женщиной по имени Эвелин Уильямс. У него также есть любовница на стороне, по имени Кортни Лоуренс, подружка Луиса Каррутерса, закрытого гомосексуалиста, которого Бэйтман презирает, и регулярные связи с проститутками и женщинами, которых он встречает в клубах, многие из которых в итоге становятся его жертвами. Единственная женщина (и, возможно, единственный человек) в его жизни, к которой он испытывает чувства, — это его секретарша Джин. Он чувствует, что она — единственный человек в его жизни, который не является абсолютно поверхностным, поэтому он не может заставить себя соблазнить или убить её. Он небрежно называет её «Джин, моя секретарша, которая влюблена в меня» и представляет её в повествовании как человека, на котором он «возможно, когда-нибудь женится».

Несмотря на свой достаток и высокий социальный статус, Бэйтман страдает от чувства тревоги и низкой самооценки. Он убивает многих своих жертв, потому что они заставляют его чувствовать себя неполноценным, обычно из-за того, что у них лучший вкус, чем у него. Его ненавидят и другие — его друзья насмехаются над ним как над «соседским мальчиком»; его личный адвокат обращается к нему «bloody ass-kisser… a brown-nosing goody-goody»; люди вне его социального круга часто называют его «отбросом яппи».

## В других произведениях
Бэйтман впервые появился в романе Эллиса 1987 года «Правила притяжения» (в котором Шон, его брат, является главным героем); нет никаких указаний на то, что он серийный убийца. Бэйтман также ненадолго появляется в романе Эллиса 1998 года «Гламорама» со «странными пятнами» на лацкане его костюма от Армани.
Бэйтман также упоминается в электронных письмах American Psycho 2000, которые были написаны в качестве рекламной кампании фильма. Хотя они часто ошибочно приписываются Эллису, на самом деле они были написаны одним или несколькими неназванными авторами и одобрены Эллисом перед отправкой. American Psycho 2000 послужил своего рода «e-quel» к оригинальному роману. Электронные письма были отправлены в 2000 году, чуть более десяти лет после выхода романа. Бэйтман проходит курс психотерапии у доктора М. Он также женат на Джин, своей бывшей секретарше. У них есть сын, Патрик Бэйтман-младший (П. Б.), которому восемь лет. В этой истории Бэйтман рассказывает о терапии, о попытке развестись с Джин, о своих новых чувствах по поводу убийства и о том, как он боготворит своего сына. В конце концов выясняется, что «настоящий» Бэйтман, который «пишет» электронные письма, является владельцем компании, которая производит фильм.
Бэйтман появился в романе Эллиса 2005 года «Лунный парк», в котором вымышленный Брет Истон Эллис признается, что писал «Американского психопата». «Мне хотелось передать слова жестокого духа, а не писать что-нибудь самому». Этот призрак — Бэйтман — бродит по дому Эллиса. Персонаж также приходит на вечеринку Эллиса в честь Хэллоуина, одетый как Патрик Бэйтман, и убийца-подражатель, похоже, изображает себя Бэйтмана. Ближе к концу романа Эллис пишет «последнюю» историю Бэйтмана как способ противостоять персонажу и контролировать его, а также проблемы, которые Эллис создал для Бэйтмана как средство противодействия. Бэйтман, во всех смыслах и целях, погибает в огне на лодочном причале.
В сериале Showtime «Декстер» главный герой Декстер Морган, сам серийный убийца, использует псевдоним «доктор Патрик Бэйтман», чтобы приобрести М-99 для выведения из строя своих жертв. В сериале «Декстер: Воскрешение» он же использует псевдоним «доктор Патрик Бэйтман» для заказа эторфина в ветеринарной аптеке.
В видеоигре Уголовное дело есть персонаж по имени Кристиан Бэйтман (комбинация имен Кристиан Бейл и Патрик Бэйтман), созданный по образцу этого персонажа.
В No More Room in Hell (самостоятельной модификации к видеоигре Half-Life 2), Патрик добавлен в качестве одного из стандартных игровых персонажей на выбор. Также, одно из достижений в этой игре ссылается на его фразу «Эй, Пол!».
Американская металкор-группа Ice Nine Kills выпустила сингл под названием «Hip To Be Scared», основанный на экранизации, для их альбома The Silver Scream 2: Welcome to Horrorwood.

## В кино и на сцене
Хотя Кристиан Бейл был первым кандидатом на роль, продюсеры предложили эту роль Киану Ривзу, Эдварду Нортону и Брэду Питту. Леонардо Ди Каприо должен был сыграть этого персонажа, но Эллис (как объясняется в DVD «Американский психопат») решил, что он будет выглядеть слишком молодым, особенно сразу после «Титаника». Кроме того, его менеджеры считали, что эта роль была «слишком жестокой» и потенциально могла повредить его карьере. Бэйтмана также изобразил Дэчен Турман, брат Умы Турман, в документальном фильме 2000 года «Это не выход: вымышленный мир Брета Истона Эллиса».. Майкл Кремко сыграл Бэйтмана в спин-оффе «Американский психопат 2», в котором персонаж убит потенциальной жертвой. Помимо персонажа, появляющегося в фильме, продолжение не имеет никакой другой связи с предыдущим фильмом и было осуждено Эллисом.
Сцены с персонажем были сняты для экранизации «Правил секса» 2002 года. Эллис рассказал в интервью, что режиссёр Роджер Эйвери попросил Бейла повторить роль, но он отклонил предложение, и Эйвери попросил самого Эллиса изобразить Бэйтмана. Эллис отказался, заявив, что «считал это такой ужасной и нелепой идеей», и в конце концов Эйвери снял сцены с Каспером Ван Дином. Сцены, однако, в конечном счёте были вырезаны из окончательной версии фильма.
В 2009 году в интервью «Черной книге», режиссёр Мэри Харрон сказала: «Мы говорили о том, каким Марсианином — как (персонаж) Патрик Бэйтман был, как он смотрел на мир как будто кто-то с другой планеты, наблюдая за тем, что люди делали и пытаюсь выяснить, как вести себя, и тогда в один прекрасный день (Кристиан) позвонил мне и сказал, что наблюдал за Томом Крузом на шоу Дэвида Леттермана, и он (Кристиан) был очень-очень дружелюбен, у него не было злого умысла, и он был действительно полон позитивной энергией».
Звезда «Доктора Кто» Мэтт Смит сыграл роль в музыкальной версии романа на сцене в 2013, с музыкой и словами Дункана Шейка и либретто Роберто Агирре-Сакаса в Лондонском театре Алмейда. В 2016 году Бенджамин Уокер изобразил Бэйтмана в бродвейской постановке мюзикла, которая длилась с 21 марта по 5 июня 2016.

## Хронология жизни персонажа
- Октябрь 1962 года: рождение Патрика Глейдсона Бэйтмана[15].
- 1980: Бэйтман окончил Академию Филлипса в Эксетере.
- 1984: Патрик Бэйтман окончил Гарвардский университет.
- 1985: Патрик коротко обсуждает со своим отчужденным братом Шоном свое будущее.
- 1986: Бэйтман окончил Гарвардскую школу бизнеса.
  - Со времени окончания университета и до окончания «Американского психопата» Бэйтман работает в «Пирс и Пирс».
- С 1996: Патрик появляется в клубе Виктора в «Гламораме» со «странными пятнами» на костюме.
- 2000: Патрик Бэйтман проходит терапию у доктора М. Это появляется в электронных письмах American Psycho 2000. В этих письмах он разводится с Джин, с которой женат не менее пяти лет и от которой у него есть сын. Он основал собственную брокерскую фирму, и похоже, стал богаче, чем в оригинальном романе. Его вкусы ещё более утонченны. Его склонность к убийству (или мысли), похоже, немного поостыла с рождением сына и смягчилась с возрастом, но не исчезла полностью.
- 2003: Эллис убивает Патрика Бэйтмана, написав рассказ о серийном убийце, попавшем в ловушку при пожаре на пирсе[16].